# سبعل
سبعل هي إحدى القرى اللبنانية من قرى قضاء زغرتا في محافظة الشمال. ويسكنها المسيحيين الموارنة.

## أعلامها
- أنطوان السبعلاني، (1936) شاعر ومعلم وناشط نقابي.